# Cassigerinella boudecensis
Cassigerinella boudecensis Pokorny, 1955, es una especie extinta de foraminífero planctónico del género Cassigerinella, de la familia Cassigerinellidae y de la superfamilia Hantkeninoidea y del orden Globigerinida. Su rango cronoestratigráfico abarca desde el Chattiense superior (Oligoceno superior) hasta la Langhiense inferior (Mioceno medio).

## Discusión
Ha sido considerado sinónimo subjetivo posterior de Cassigerinella chipolensis Clasificaciones posteriores han incluido Cassigerinella boudecensis en la superfamilia Heterohelicoidea y en el orden Heterohelicida.